# Greve de professores da Virgínia Ocidental em 2018
A greve dos professores e funcionários de escolas da Virgínia Ocidental começou no dia 22 de fevereiro de 2018, com uma convocação das filiais da Federação Americana de Professores [en] e da National Education Association da Virgínia Ocidental e do Pessoal de Serviço Escolar da Virgínia Ocidental para que os funcionários de escolas do estado da Virgínia Ocidental entrassem em greve. A greve foi convocada em resposta dos professores e de outros funcionários da educação em relação aos baixos salários e aos altos custos de assistência médica, envolveu cerca de 20.000 professores e funcionários de escolas públicas e fechou escolas em todos os 55 condados da Virgínia Ocidental, afetando cerca de 250.000 alunos. A greve durou até 7 de março de 2018.
A greve inspirou professores de outros estados, incluindo Oklahoma, Colorado e Arizona, a tomarem medidas semelhantes. Professores de outros estados, incluindo a Carolina do Norte e Kentucky, também coordenaram protestos e paralisações em menor escala.

## Contexto

### Demandas salariais
A greve foi convocada em resposta ao baixo salário dos professores da Virgínia Ocidental, cuja remuneração está em 48º lugar, dos 50 estados que compõem, os Estados Unidos. A greve também respondeu a um aumento de salário aprovado pela legislatura estadual e assinado pelo governador Jim Justice, que previa apenas um aumento de 2% para 2019, 1% para 2020 e 1% para 2021, além de um congelamento dos prêmios e benefícios por 16 meses. Os sindicatos de professores não divulgaram os totais de votos para a greve. Todos os distritos escolares públicos do estado fecharam para evitar confrontos. Foi a primeira greve desse tipo no estado desde 1990.

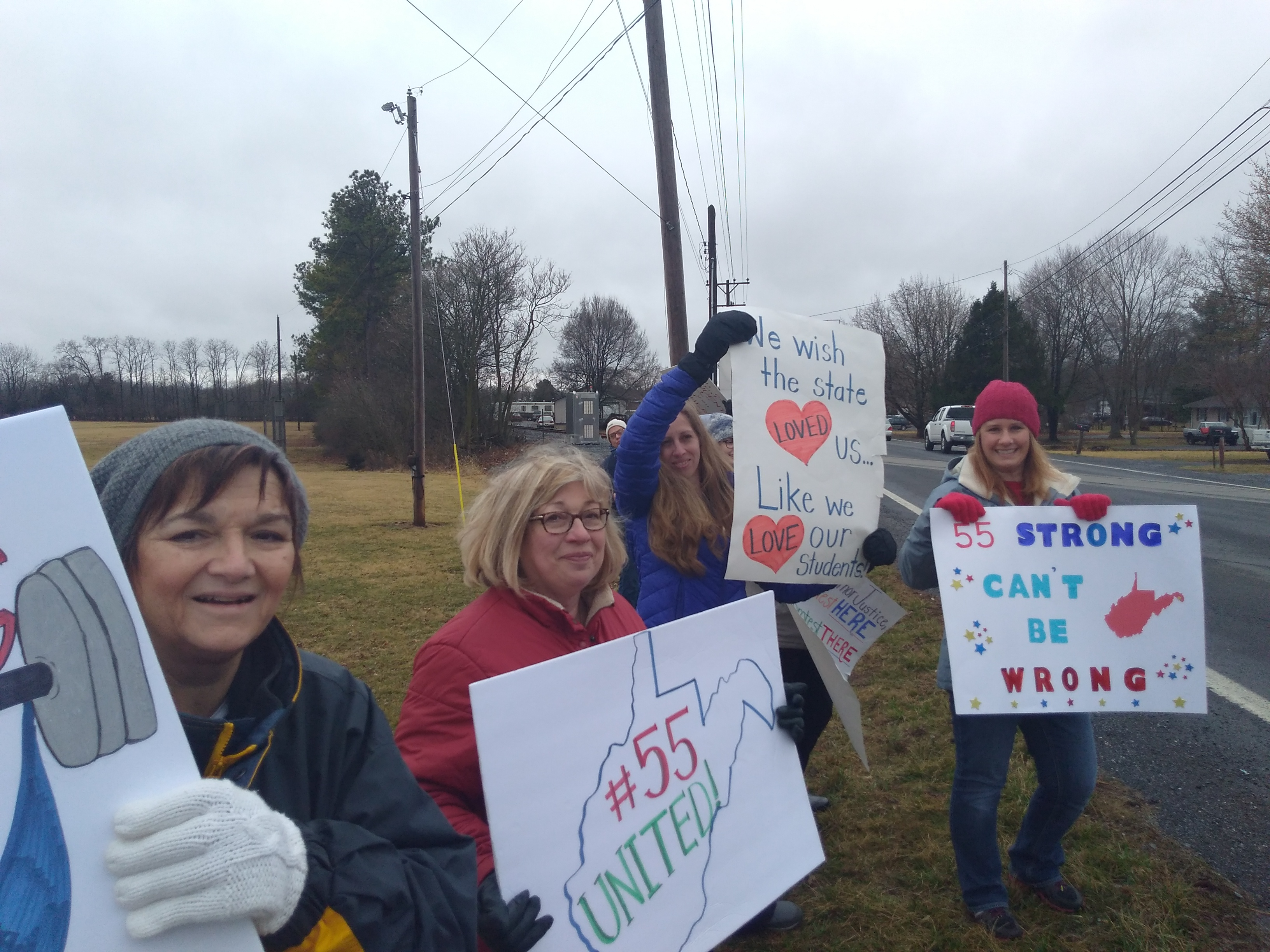
Professoras em greve na escola de ensino fundamental Bunker Hill, no condado de Berkeley, Virgínia Ocidental.

Para alguns analistas, os professores da Virgínia Ocidental tiveram uma posição de negociação mais forte na greve porque muitos cargos de professor continuam sem preenchimento. Professores dizem que, devido aos baixos salários na Virgínia Ocidental, o estado tem dificuldade para atrair e reter profissionais na área da educação.

### Custos com assistência médica
Uma das principais questões da greve envolvia o financiamento da Public Employees Insurance Agency, o plano de saúde estadual. O legislativo da Virginia Ocidental [en] havia votado para aumentar as contribuições do estado para o plano usando uma porcentagem do superávit anual do estado, mas os sindicatos de professores estavam exigindo um plano de financiamento mais confiável. Os custos com assistência médica cresceram tão rapidamente que os aumentos salariais propostos para os professores não conseguem acompanhar o valor que eles precisam desembolsar para essa assistência.

## Greve e negociações
A paralisação do trabalho ocorreu em à lei estadual que proíbe greves de funcionários públicos e à liderança sindical. No dia 21 de fevereiro, um dia antes da paralisação, o Procurador Geral do Estado, Patrick Morrisey [en], advertiu que uma greve “de qualquer duração, em qualquer motivo, é ilegal” e disse que seu gabinete apoiaria os distritos locais que tentassem aplicar a proibição estadual de greves de funcionários públicos. No entanto, no mesmo dia, o governador Justice sancionou um projeto de lei que oferece aos professores um aumento salarial de 2%. “Precisamos manter nossos filhos e professores em sala de aula”, disse o governador Justice ao assinar a lei. “Certamente reconhecemos que nossos professores são mal pagos e este é um passo na direção certa para resolver sua questão salarial.”
Os professores rejeitaram o aumento salarial, fazendo uma greve em todo o estado no dia seguinte, 22 de fevereiro. No mesmo dia, uma multidão estimada em 5.000 pessoas se manifestou em frente ao Capitólio Estadual da Virgínia Ocidental.
A greve continuou em 23 de fevereiro, quando todas as escolas do estado foram fechadas mais uma vez. Os professores e outros trabalhadores do setor educacional se reuniram em frente ao Capitólio do Estado da Virgínia Ocidental, bem como fizeram piquetes em frente a escolas individuais. Os trabalhadores da Virgínia Ocidental têm uma posição de negociação mais forte na greve porque muitos cargos de professor continuam sem preenchimento.
Um acordo firmado entre os líderes sindicais e o governador Jim Justice foi anunciado em 27 de fevereiro, e os líderes sindicais pediram que os professores e outros funcionários da área de educação voltassem às salas de aula na quinta-feira, 1º de março, após um período de “reflexão”. No entanto, ao fim da noite de 28 de fevereiro, todos os condados anunciaram o fechamento de escolas devido à continuidade das paralisações e, a essa altura, a paralisação havia se tornado uma greve. Em 3 de março, o Senado da Virgínia Ocidental [en] rejeitou um projeto de lei aprovado pela Câmara dos Delegados da Virgínia Ocidental [en] que aprovava o aumento salarial de 5% acordado e, em vez disso, propôs um aumento salarial de 4%, estendendo a greve para um oitavo dia de trabalho.
Uma greve semelhante foi proposta pelos professores do estado de Oklahoma, onde a remuneração dos professores é pior do que na Virgínia Ocidental, ocupando a 49ª posição nos Estados Unidos. No domingo, 4 de março, 1.400 trabalhadores da West Virginia Frontier Communications [en] entraram em greve em resposta à reestruturação da empresa, citando também o aumento dos custos de assistência médica e o exemplo da greve dos professores.
Os trabalhadores das escolas da Virgínia Ocidental voltaram às salas de aula na quarta-feira, 7 de março, depois que o Senado Estadual concordou com a posição da Câmara após as negociações do comitê de conferência. A greve, embora tenha conseguido um aumento salarial de 5%, não ofereceu garantias para o controle dos custos crescentes de assistência médica.

## Reações
Justice e outros legisladores republicanos se opuseram à greve e afirmaram que a ausência dos professores em sala de aula estava prejudicando as crianças em idade escolar. Justice também disse que não havia dinheiro suficiente para financiar as reivindicações dos professores. “Estou lhe dizendo que quando devemos fazer mais é quando sabemos que podemos fazer mais”, disse Justice em 23 de fevereiro. “Hoje achamos que podemos fazer mais, mas não sabemos. Nossos professores precisam estar em sala de aula. O Legislativo se pronunciou e eu o transformei em lei.” 
O governador do estado, Jim Justice, um magnata bilionário do setor da carvoaria, venceu a eleição em 2016 como democrata com o apoio da AFT-WV e da WVEA, além de outros sindicatos do estado. Posteriormente, mudou-se para o Partido Republicano.
Os dirigentes do sindicato buscaram o apoio de líderes proeminentes do Partido Democrata do estado, convidando-os a falar em manifestações de professores durante a greve.
A greve foi digna de nota porque surgiu de professores de base, que começaram a exigir ações de greve em todo o estado. A pressão para a greve estava “vindo de todos os lados”, disse Christine Campbell, presidente da AFT-WV, no início de fevereiro. Essas demandas se transformaram em uma série de comícios e demonstrações realizadas em todo o estado. Por fim, a greve se transformou em uma greve selvagem quando os professores recusaram as ordens de volta ao trabalho dos sindicatos.
Os Trabalhadores Industriais do Mundo (IWW) emitiram um comunicado à imprensa, exigindo que a greve continuasse a menos que uma série de exigências fosse atendida, incluindo um imposto sobre a produção de gás natural para financiar a educação estadual. Vários membros do IWW (Wobblies) contribuíram de forma decisiva para o esforço, inclusive como representantes de construção.